# 日日是好日 (藤巻亮太のアルバム)
「日日是好日」（ひびこれこうにち）は、藤巻亮太の2枚目のアルバム。2016年3月23日に、ビクターエンタテインメントのレーベルであるSPEEDSTAR RECORDSから発売された。

## 概要
レミオロメンのフロントマン藤巻亮太のソロとして2枚目のアルバムである。SPEEDSTAR RECORDSに移籍して初のアルバム。先行リリースされたシングルからの「8分前の僕ら」「大切な人」「ing」の3曲の他、今までライブ音源のみだった「かすみ草」など、計12曲が収録されている。
アルバムのジャケットは菱川勢一のデザインで、ギターを抱えてジャンプする藤巻の写真が使用されている。
CDのリリースに先立ち、2016年2月25日からビクターエンタテインメントのサイトで、アルバムの全曲試聴が行なわれた。

## 収録曲
1. 花になれたら
2. Weekend Hero
3. 回復魔法
4. 日日是好日
5. 8分前の僕ら（ネスレ「KIT MUSIC」第一弾ソング）
6. 夏のナディア
7. My Revolution
8. 大切な人（“NIVEAブランド” 2015年TV-CMソング）
9. かすみ草
10. 春祭
11. おくりもの（AOKIフレッシャーズTV-CMソング）
12. ing

## 演奏
- 藤巻亮太
  - Vocal & Chorus
  - Acoustic Guitar (#1-4.6.7.10.11.12)
  - Electric Guitar (#2.3.4.6-12)
  - Keyboards (#1.6.10)
  - Synthesizer Bass (#6)
  - Electric Bass (#7.10.11)
  - Tambourine (#3)
  - Djembe Semilla (#10)
- 玉田豊夢
  - Drums (#1.2.3.4.5.9.12)
  - Timpani, Shaker (#4)
- 山口寛雄：Electric Bass (#1.2.3.4.5.12)
- 皆川真人：Acoustic Piano (#1)
- 河野圭
  - Keyboards (#3.9)
  - Acoustic Piano (#5)
  - Programming (#9)
- 河村吉宏
  - Drums (#6.10.11)
  - Timpani, Shaker, Bongo (#10)
  - Tambourine (#11)
- 伊藤大地：Drums (#7)
- 曽我淳一
  - Organ (#7)
  - Synthesizer Brass (#7)
  - Acoustic Piano, Mellotron Flute (#11)
- 飛内将大：作曲, Programming, All Other Instruments (#8)
- 田中秀典：作詞 (#8)
- 紺野紗衣：Acoustic Piano (#8)
- 田中義人：Electric Guitar (#9)
- 林束紗：Electric Bass (#9)
- 藤堂昌彦：1st Violin (#8.12)
- 亀田夏絵：1st Violin (#8)
- 楢村海香：2nd Violin (#8)
- 森本安弘：2nd Violin (#8)
- 萩原薫：Viola (#8)
- 須原杏
  - 1st Violin (#5)
  - Viola (#8)
- 金子由衣：2nd Violin (#5)
- 村田泰子：Viola (#5)
- 林田順平：Violoncello (#5)
- 徳澤青弦：Violoncello (#8)
- 村中俊之：Violoncello (#8)
- 今野均：1st Violin (#12)
- 徳永友美：2nd Violin (#12)
- 石亀協子：2nd Violin (#12)
- 菊地幹代：Viola (#12)
- 岡さおり：Viola (#12)
- 堀沢雅巳：Violoncello (#12)
- 江口心一：Violoncello (#12)